# Menachem Finkelstein

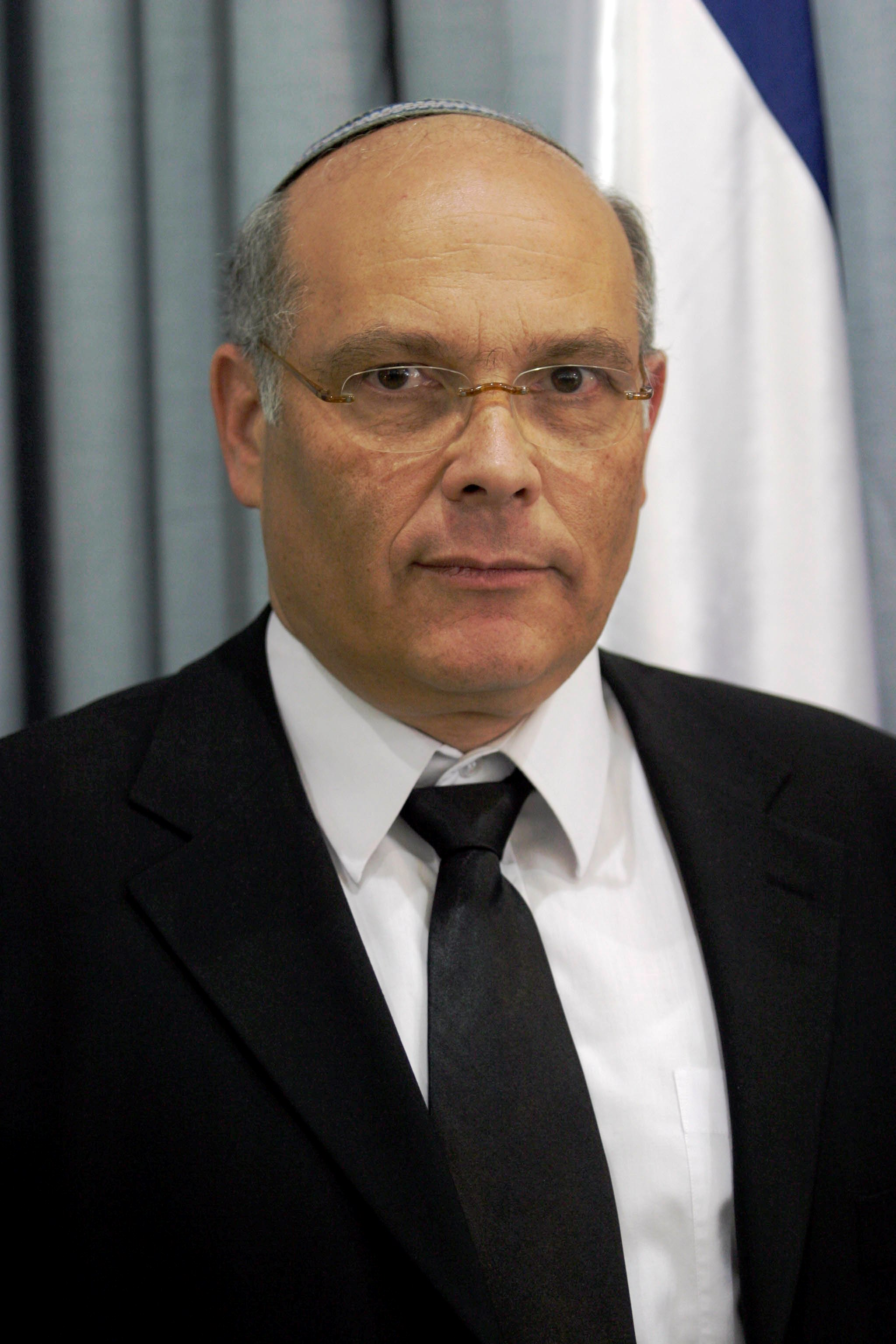
Menachem Finkelstein, 2005

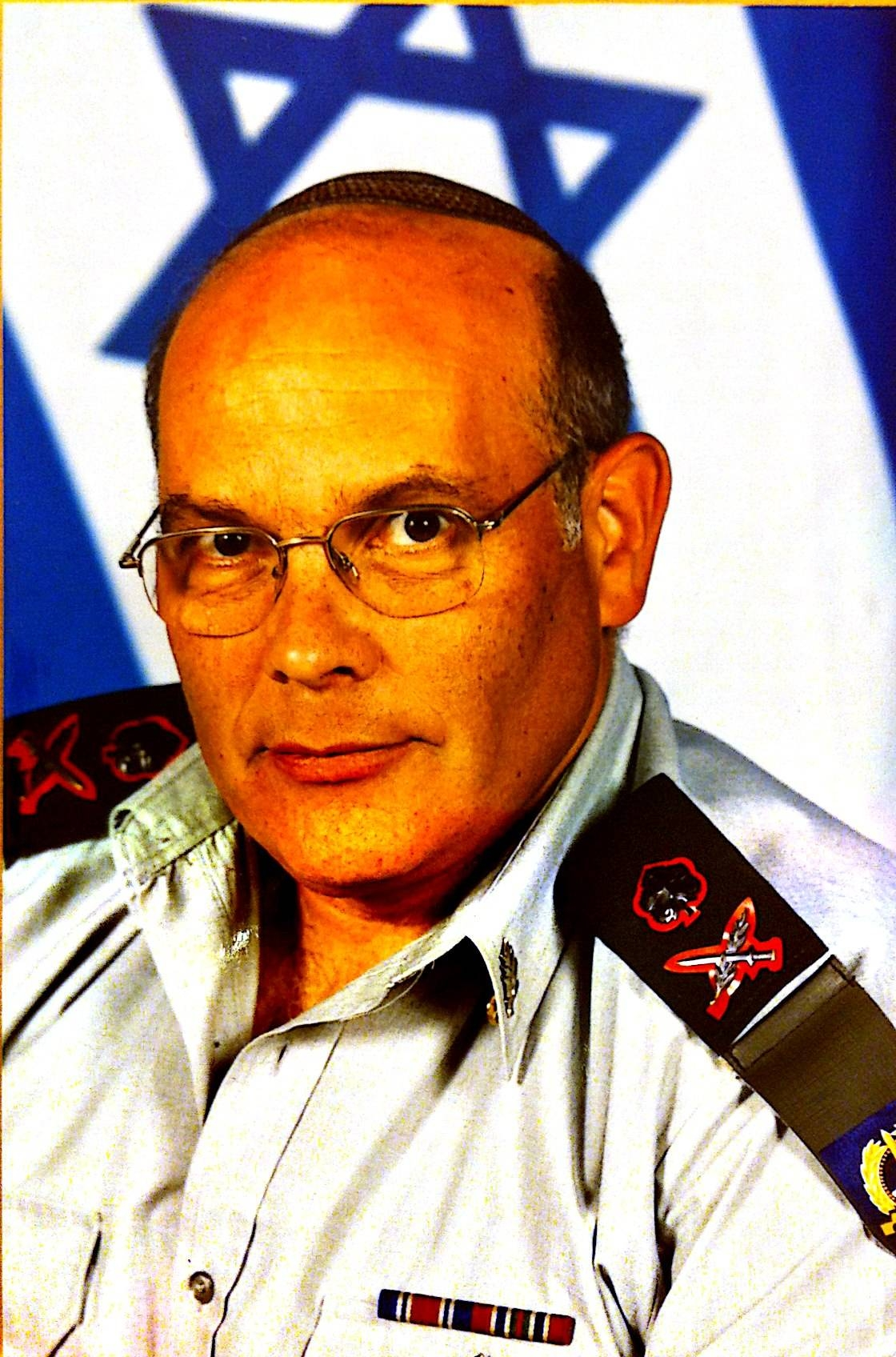
Porträt mit politischer Aussage, Datum unbekannt

Menachem Finkelstein, hebräisch מנחם פינקלשטיי; wissenschaftliche Transliteration Menaḥēm Fînqelšṭain, (* 1951 in Tel-Aviv) ist ein israelischer Offizier, derzeit im Range eines Generalmajors der Israelischen Streitkräfte. Er war Militärstaatsanwalt zur Zeit der Zweiten Intifada im sogenannten Krieg gegen den Terror und ist Sachbuchautor.
Finkelstein wurde orthodox-jüdisch erzogen und absolvierte sein Juristenexamen an der Bar-Ilan-Universität 1976. Bereits von 1973 bis 2004 diente er als „Advocate General“ in den israelischen Streitkräften und trat bei den Prozessen gegen Gezielte Tötung hervor. 2003 entschied er, nicht juristisch gegen den gewaltsamen Tod der Aktivistin Rachel Corrie vorzugehen. Bekannt wurde seine Aussage: In all the fatality cases we have investigated, there has never been a single incident of deliberate shooting (deutsch: In allen Todesfällen, die wir untersucht haben, hat es nie einen einzigen Zwischenfall des absichtlichen Erschießens gegeben).
Finkelstein veröffentlichte mehrere Bücher und Aufsätze zur Rechtsposition Israels gegenüber dem Terrorismus. Sein bekanntestes Werk ist Conversion. Halakhah and practice, erschienen bei Bar-Ilan University Press, Ramat-Gan, 2006.